# آرون
آروِن آندومیل (به انگلیسی: Arwen Undómiel) یک شخصیت داستانی در رشته‌افسانه‌های جی. آر. آر. تالکین است. او در هر سه جلد از رمان ارباب حلقه‌ها حضور دارد. آرون یکی از نیم‌الف‌های است که در دوران سوم زندگی می‌کند. گفته شده آرون دختر پادشاه و بزرگ الف‌ها یعنی لرد الراند بوده، همچنین آرون در ماجرای بازسازی شمشیر شکسته ایسیلدور نقشی اساسی ایفا می‌کند و این خود کمک بسزایی در پیروزی نبرد بزرگ علیه سپاهیان سائورون دارد.

## ادبیات
آرون جوانترین فرزند الروند و کلبریان بود. نام او آر-ون معنی بانوی نجیب است.
بر اساس داستان آراگورن و آرون، آراگورن در بیستم ماه آرون را برای اولین بار در ریوندل، جایی که تحت حمایت الروند زندگی می‌کرد ملاقات کرد. آرون پس از آن بیش از ۲۷۰۰ سال، در حالی که از لورین جایی که با مادر بزرگ خود، بانو گالادریل زندگی می‌کرد به خانهٔ پدری بازمی‌گشت؛ آراگورن در نگاه اول عاشق وی شد. سی سال بعد آن دو در لورین به یکدیگر ملحق شدند. آرون متقابلاً عاشق آراگورن شد و در کرین آمروت با هم نامزد کردند و عهد بستند.
آرون در رمان ارباب حلقه‌ها در ابتدا در ریوندل مدت کوتاهی پس از بیدار شدن فرودو بگینز در خانه الروند حضور دارد. او در کنار پدرش نشسته‌است. زمانی که یاران حلقه به لوتلورین آمدند، آراگورن عهد خود را با آرون به یاد می‌آورد.
پس از جنگ حلقه آراگورن پادشاه آرنور و گاندور می‌شود. آرون وارد میناس تیریث شده و آنها باهم ازدواج می‌کنند. او به فرودو یک گردنبند با سنگ سفید که به او در هنگام تاریکی به او کمک می‌کند، هدیه می‌دهد.
در داستان آراگورن و آرون، آنها صاحب یک پسر به نام الداریون و دو دختر می‌شوند. در سال ۱۲۱ دوران چهارم، یک سال پس از مرگ آراگورن، آرون به سمت سرزمین متروکه لورین رفت تا تسلیم مرگ شود.